# Gaurax fumipennis
Gaurax fumipennis är en tvåvingeart som först beskrevs av Malloch 1915.  Gaurax fumipennis ingår i släktet Gaurax och familjen fritflugor. Inga underarter finns listade i Catalogue of Life.